# Rainer Will
Rainer Will (* 7. Oktober 1954 in Bochum; † 31. Juli 2022 in Essen) war ein deutscher Schauspieler.

## Leben
Seine ersten Filmrollen hatte er in den 1970er Jahren in Die Zärtlichkeit der Wölfe und Wachtmeister Rahn von Ulli Lommel. Es folgten Rollen in mehreren Filmen von Werner Schroeter und Rainer Werner Fassbinder.
Später war er im Kinofilm Engel & Joe und in Gastrollen von Serien wie Tatort, Balko, SK Kölsch, Der Fahnder, Kommissarin Goedeke sowie Im Namen des Gesetzes zu sehen.
Bekannt wurde er mit der Hauptrolle des Dr. Stefan Bergmann in der Krimiserie R. I. S. – Die Sprache der Toten und in der Sat.1-Telenovela Anna und die Liebe, in der er 2008 bis 2010 in 338 Folgen Armin Müller, den Stiefvater von Anna Broda spielte.
Rainer Will starb, wie seine Familie der Öffentlichkeit erst spät mitteilte, nach schwerer Krankheit im Sommer 2022.

## Filmografie
- 1973: Die Zärtlichkeit der Wölfe
- 1974: Wachtmeister Rahn
- 1976: Goldflocken
- 1978: Das Männerquartett
- 1978: Das fünfte Gebot
- 1979: Neonschatten
- 1979: Tatort – Zweierlei Knoten
- 1980: Berlin Alexanderplatz – Einsamkeit reißt auch in Mauern Risse des Irrsinns
- 1981: Exil (Serie)
- 1981: Lili Marleen
- 1981: Lola
- 1985: Der Fahnder (Serie)
- 1990: Kommissarin Goedeke (Serie)
- 1998: Balko – Balko rettet die Welt
- 1998: Tatort – Bildersturm
- 1999: SK Kölsch – Tod auf dem Rhein
- 1999: Die Musterknaben 2
- 2000: Tatort – Trittbrettfahrer
- 2001: Die heimlichen Blicke des Mörders
- 2001: Engel & Joe
- 2002: Großstadtrevier – Harrys Fall
- 2003: Die Wache – Trennung
- 2003: SOKO Köln – Der tote Tourist
- 2003: Tatort – Frauenmorde
- 2004: Der Elefant – Mord verjährt nie (Fernsehserie, Folge Frau Sandmanns Glück)
- 2004: Der weiße Afrikaner
- 2005: Æon Flux
- 2005: Tatort – Das Lächeln der Madonna
- 2006: SOKO Leipzig – Seelenwanderung
- 2006: Der Kriminalist – Mördergroupie
- 2007: Im Namen des Gesetzes – Nie wieder
- 2007: Die Todesautomatik
- 2007: R. I. S. – Die Sprache der Toten (Serie)
- 2008–2010: Anna und die Liebe (Folge 1 bis 336, 360 bis 361)
- 2010: Alarm für Cobra 11 – Die Autobahnpolizei
- 2010: Hand aufs Herz
- 2010: Notruf Hafenkante – Die Frau am Ufer
- 2011: Danni Lowinski (Staffel 2 Folge 5)
- 2014: Wilsberg: Mundtot
- 2014: Tagebücher des ersten Weltkriegs (Fernsehreihe)
- 2015: Über den Tag hinaus (Fernsehfilm)
- 2016: Heldt (Fernsehserie, Folge Der Kuckuck)
- 2020: Zimmer mit Stall – Feuer unterm Dach (Fernsehreihe)
- 2020: Anna und ihr Untermieter: Aller Anfang ist schwer (Fernsehreihe)